# کنتو هوری
کنتو هوری (انگلیسی: Kento Hori؛ زادهٔ ۱۳ ژوئن ۱۹۸۲) بازیکن فوتبال اهل ژاپن است.